# Alfred Chapman (avocat)
Pour les articles homonymes, voir Chapman.
Alfred Beck Chapman (6 septembre 1829 - 16 janvier 1915) est un avocat et investisseur immobilier à Los Angeles. Il est l'un des fondateurs de la ville d'Orange, en Californie.

## Origines
Chapman est né le 6 septembre 1829 à Greensboro, en Alabama. Son grand-père, Robert Hett Chapman, est né à Orange, dans le New Jersey, étudie la théologie et est pasteur de 1796 à 1812, date à laquelle il devient président de l'Université de Caroline du Nord à Chapel Hill jusqu'en 1816. Son père fréquente l'Université de Caroline du Nord,.

## Carrière militaire
Chapman est Cadet à l'Académie militaire de West Point du 1er septembre 1850 au 1er juillet 1854 quand il est diplômé avec le 29e rang de sa classe. Il est promu Second Lieutenant d'artillerie le 1er juillet 1854. Il sert d'abord au début de la Troisième guerre séminole, au cours de laquelle il est promu Second lieutenant au 3e Régiment d'artillerie le 15 février 1855. Il devient Second lieutenant au 1er Régiment de dragons le 3 mars 1855, et reçoit l'ordre de se rendre sur la frontière à Albuquerque, Nouveau-Mexique en 1856. Il mène des escortes à Albuquerque et Camp Moore. Il participe à l'expédition Gila en 1857 à Fort Buchanan et combat les Apaches sur la rivière Gila, Nouveau-Mexique, le 27 juin 1857. Alors qu'il est à Fort Buchanan, il mène le premier Recensement américain des peuples Pima, Papago et Maricopa en Arizona.
Il est ensuite envoyé à Fort Tejon, en Californie, où il sert de 1858 à 1859. Il est impliqué dans la guerre des Mohaves comme éclaireur et combat dans une escarmouche à Beall's Crossing sur le fleuve Colorado, le 9 janvier 1859. Trois jours plus tôt, il est promu au grade de premier lieutenant du 1er Régiment de dragons. Il est ensuite envoyé à Fort Crook, en Californie, où il sert de 1859 à 1860, puis à Fort Churchill, dans le territoire de l'Utah (aujourd'hui Nevada), de la fin de l'année 1860 jusqu'à sa démission, le 14 mai 1861, à la suite de l'annonce du début de la Guerre de Sécession. Après sa démission, Chapman s'installe à Los Angeles, dans le sud de la Californie, où il commence à pratiquer le droit en 1862,,.

## Avocat
En 1863, Chapman remplace Myer J. Newmark, qui démissionne, en tant procureur de la ville de Los Angeles. Il est élu procureur de district du comté de Los Angeles en 1868. Il s'associe avec Andrew Glassell, qui est un ami d'enfance, quand celui-ci arrive à Los Angeles en 1866. Le colonel George H. Smith, ancien officier de l'armée confédérée et beau-frère de Glassell, rejoint l'entreprise en 1870. Leur pratique juridique est principalement constitué de transactions immobilières, et ils font fortune en gérant les grands procès de partition. Chapman est l'homme d'affaires de l'entreprise. Il reçoit sa compensation en terres, et presque tous les décrets finaux de partage concluent que Glassell & Chapman ont acquis davantage de propriétés.
Chapman et Glassell sont surtout connus pour être les fondateurs d'Orange, en Californie. Le Rancho Santiago de Santa Ana a été divisé en 1867 et les familles Yorba et Peralta sont représentées par le cabinet. Une partie de leurs honoraires est composée de certaines grandes parcelles de terre lors du partage. Chapman s'associe à l'un de ses partenaires, Andrew Glassell, pour développer une nouvelle communauté, Richland (qui sera finalement nommée Orange). Ils engagent l'arpenteur-géomètre Frank Lecouvrier de Los Angeles pour cartographier cette zone, qu'ils appellent Richland Farm District. « Richland » est à l'origine le nom de la plantation de Virginie appartenant au père d'Andrew Glassell dans les années 1830.
Un procès connu sous le nom de «Grande Partition de 1871» est intenté contre les propriétés Verdugo Rancho San Rafael (en) et constitue une transaction importante pour Chapman et Glassell. La propriété en question est située sur la rivière Los Angeles et dans les montagnes Verdugo. Les frais juridiques sont de nouveau payés par des transferts de terres substantiels. Il possède également à une époque « pratiquement tout le terrain » où Glendale, en Californie, et la banlieue de Tropico sont établis.
Après sa retraite, il se consacre à la gestion de son ranch de 700 acres (2,83 km2) dans la haute vallée de San Gabriel et qui est une partie de la concession du Rancho Santa Anita. Il s'y consacre à temps plein après avoir cessé sa pratique du droit et pris sa retraite en 1880 et s'implique dans la production d'agrumes.

## Famille et décès
Chapman a six enfants de son premier mariage avec Mary Scott. Il se remarie après le décès se son épouse en 1883 avec Mary L. Stephens, la fille d'un avocat et juge pionnier de Californie. Il a un enfant de ce second mariage.
Chapman est décédé le 16 janvier 1915 « des suites d'une insuffisance cardiaque consécutive à un rhume sévère » dans sa résidence près de Sunny Slope dans la vallée de San Gabriel. Il était âgé de 85 ans.

## Héritage
L'avenue Chapman, qui traverse le cœur d'Orange, ainsi que Le quartier de Chapman Woods à Pasadena, le site du ranch de Chapman dans la vallée de San Gabriel ont été nommés en l'honneur de l'avocat Alfred Beck Chapman.
Contrairement à ce qui souvent dit, l'Université Chapman à Orange est nommée en hommage à l'homme d'affaires et magnat des agrumes Charles C. Chapman, et non Alfred Chapman.